# Schultze
Schultze ist ein deutscher Familienname.

## Herkunft und Bedeutung
Der Name ist eine Schreibvariante von Schulze und leitet sich wie dieser vom Amt des Schultheißen ab.

## Varianten
- Schulze, Schulz, Schultz

## Namensträger

### A
- Adolf Schultze (1869–1925), deutscher Politiker, Bürgermeister von Pforzheim
- Albert von Schultze (1781–1851), deutscher Forstbeamter
- Albert Schultze (Buchhändler) (1842/1843–1897), deutscher Buchhändler
- Albert Schultze (Apotheker) (1850–1920), deutscher Apotheker und Botaniker
- Albrecht Böther-Schultze (1922–2004), deutscher Architekt
- Alfred Schultze (1864–1946), deutscher Jurist
- Andreas Schultze (um 1600–um 1670), deutscher Bildhauer
- Andreas Schultze-Florey (* 1958), deutscher Fagottist
- Andreas Heinrich Schultze (auch A. H. Schultzen; 1681–1742), deutscher Komponist
- Arnold Schultze (Geograph, 1875) (1875–1948), deutscher Offizier und Geograph
- Arnold Schultze (Geograph, 1930) (1930–2024), deutscher Geographiedidaktiker und Hochschullehrer
- Arnold Schultze-von Lasaulx (* 1939), deutscher Rechtsanwalt
- Arthur Schultze (1861–1949), deutsch-US-amerikanischer Mathematiker
- Arved Schultze (* 1973), deutscher Dramaturg und Kurator
- August Schultze (Entomologe) (1838–1907), deutscher Oberst, Entomologe und Insektensammler
- August Schultze (Unternehmer) (1848–1920), deutscher Unternehmer, Reeder und MdL
- August Sigismund Schultze (1833–1918), deutscher Jurist und Hochschullehrer

### B
- Bernard Schultze (1915–2005), deutscher Maler
- Bernd Schultze (* 1943), deutscher Mathematiker und Hochschullehrer
- Bernd Schultze-Willebrand (* 1946), deutscher Jurist und Dokumentarfilmer
- Bernhard Schultze (um 1455–1518), deutscher Geistlicher, siehe Bernhard Sculteti
- Bernhard Schultze (Rechtswissenschaftler) (1622–1687), deutscher Rechtswissenschaftler und Kameralist
- Bernhard Schultze (Theologe) (1902–1990), deutscher Theologe und Hochschullehrer
- Bernhard Schultze-Jena (1914–1966), deutscher Kinderarzt und Hochschullehrer
- Bernhard Sigmund Schultze (1827–1919), deutscher Gynäkologe
- Brigitte Schultze (Slawistin) (* 1940), deutsche Slawistin und Hochschullehrerin
- Brigitte Maurer-Schultze (1925–2016), deutsche Medizinerin
- Bruno Schultze (* 1941), deutscher Anglist und Hochschullehrer

### C
- Carl Schultze (Orgelbauer) (1814–1878), deutscher Orgelbauer in Potsdam
- Carl Schultze (Schauspieler) (1829–1912), deutscher Schauspieler und Theaterleiter
- Carl Schultze (Maler) (auch Karl Schultze; 1856–1935), deutscher Maler
- Carl Schultze (Politiker) (1858–1897), deutscher Politiker (SPD), MdR
- Carl Adolph Schultze (1758–1818), Bürgermeister; Hofadvokat
- Carl E. Schultze (Carl Edward Schultze; 1866–1939), US-amerikanischer Cartoonist
- Carl-Gisbert Schultze-Schlutius (1903–1969), deutscher Verwaltungsjurist, Politiker (CDU) und Verbandsfunktionär
- Caroline Schultze (1867–1926), polnische Ärztin
- Caspar Schultze (1635–1715), deutscher Kupferstecher
- Charles Schultze (1924–2016), US-amerikanischer Wirtschaftswissenschaftler
- Christian Schultze (Geistlicher) (1697–1768), deutscher Theologe und Geistlicher
- Christian Schultze (Politiker) (1788–1860), deutscher Domänenpächter, Bürgermeister und Politiker
- Christian Schultze (General) (1842–1909), sächsischer Generalleutnant
- Christian August Schultze (1759–??), deutscher Komponist und Musiker
- Christian Friedrich Schultze (1944–2024), deutscher Politiker (SPD) und Autor
- Christian Gottfried Schultze (1749–1819), deutscher Kupferstecher, siehe Christian Gottfried Schulze
- Christoph Schultze (1606–1683), deutscher Komponist und Kantor
- Clemens Schultze (Komponist) (1839–1900), deutscher Pianist und Komponist
- Clemens Schultze-Biesantz (1876–1935), deutscher Komponist und Verleger

### D
- Daniela Schultze (* 1990), deutsche Ruderin
- Dietrich Schultze (* um 1940), deutscher Chemiker

### E
- Edgar Schultze (1905–1986), deutscher Bauingenieur und Hochschullehrer
- Edith Schultze-Westrum (1904–1981), deutsche Schauspielerin
- Eduard Schultze (1841–1913), deutscher Fotograf
- Ekkehard Schultze (* 1948), österreichischer Paläobotaniker
- Emanuel Schultze (1740–1809), deutsches Pietist und Missionar
- Emil Schultze-Malkowsky (1880–1967), deutscher Schriftsteller
- Emil August Wilhelm Schultze (1840–1924), deutscher Chirurg, siehe Wilhelm Schultze (Mediziner)
- Erich Schultze (Theologe) (Erich Schultze-Ohlau; 1872–1962), deutscher Pfarrer und Theologe
- Erich Schultze (Jurist, 1878) (1878–1965), deutscher Jurist und Richter
- Erich Schultze (Jurist, 1880) (1880–1947), deutscher Jurist und Richter
- Erich Schultze (Schwimmer) (1890–1938), deutscher Schwimmer
- Erich Schultze-Gebhardt (1929–2014), deutscher Heimatforscher
- Ernst Schultze (Mediziner) (1865–1938), deutscher Psychiater
- Ernst Schultze (Soziologe) (1874–1943), deutscher Nationalökonom und Soziologe
- Ernst Wilhelm Schultze, eigentlicher Name von Ernst Gollnow (1837–1910), deutscher Schriftsteller und Superintendent

### F
- Ferdinand Wilhelm Schultze (1814–1880), deutscher Verleger
- Franz Schultze (1842–1907), deutscher Maler
- Franz Schultze (Ingenieur) (1893–1963), deutscher Ingenieur und Politiker
- Franziska Schultze (1805–1864), deutsche Malerin
- Friedbert Schultze (1883–nach 1936), deutscher Rassentheoretiker
- Friedrich Emil Otto Schultze (1872–1950), deutscher Mediziner, Psychologe und Hochschullehrer
- Friedrich Schultze (Theologe) (1598–1677), deutscher Theologe
- Friedrich Schultze (Politiker) (1808–1906), deutscher Landwirt und Abgeordneter
- Friedrich Schultze (Mediziner) (1848–1934), deutscher Mediziner
- Friedrich Schultze (Architekt) (1856–1932), deutscher Ingenieur und Baubeamter
- Friedrich Schultze-Rhonhof (1892–1951), deutscher Frauenarzt
- Friedrich Siegmund-Schultze (1885–1969), deutscher Theologe, Sozialpädagoge und Sozialethiker
- Friedrich Albert von Schultze (1808–1875), deutscher Forstbeamter
- Friedrich-Carl Schultze-Rhonhof (1925–2014), deutscher Wissenschaftler und Autor
- Friedrich Otto Schultze (1846–1892), deutscher Architekt
- Fritz Schultze (Philosoph) (1846–1908), deutscher Philosoph, Pädagoge, Bibliothekar und Hochschullehrer
- Fritz Schultze-Markert (1891–1962), deutscher Kapellmeister
- Fritz Schultze-Seemann (1916–1987), deutscher Urologe und Archivar

### G
- Georg Schultze (Rechtswissenschaftler) (1599–1634), deutscher Rechtswissenschaftler
- Georg Richard Schultze (1903–1970), deutscher Chemiker und Hochschullehrer
- Gerd Schultze-Rhonhof (* 1939), deutscher Generalmajor und Autor
- Gerd F. Schultze (* 1955), deutscher Produzent und Regisseur
- Gerhard Schultze (Musiker) (1902–nach 1954), deutscher Pianist und Komponist
- Gerhard Schultze-Pfaelzer (1891–1952), deutscher Schriftsteller und Publizist
- Gerhard Schultze-Seehof (1919–1976), deutscher Maler und Bildhauer
- Gerhard Schultze-Werninghaus (* 1945), deutscher Internist
- Gerhard Siegmund-Schultze (1931–2019), deutscher Jurist
- Gottschalk Schultze (1524–1573), deutscher Theologe und Reformator, siehe Abdias Prätorius
- Günter Schultze-Dewitz (* 1928), deutscher Forst- und Holzwissenschaftler
- Günter Siegmund-Schultze († 1993), deutscher Jurist, Anwalt und Fachautor
- Günther Schultze (Sportfunktionär) (1923–2010), deutscher Funktionär des Norddeutschen Windhund-Rennvereins
- Günther K. F. Schultze (1896–1945), deutscher Gynäkologe und Hochschullehrer
- Gustav Schultze (Schauspieler) (1848–nach 1903), deutscher Schauspieler
- Gustav Schultze-Buchwald (1882–1938), deutscher Übersetzer und Herausgeber
- Gustav Adolf Schultze (1825–1897), deutscher Maler

### H
- Hannes Schultze-Froitzheim (geb. Hans Werner Schultze; 1904–1995), deutscher Maler und Grafiker
- Hans Schultze, eigentlicher Name von Johannes Praetorius (Schriftsteller) (1630–1680), deutscher Schriftsteller und Kompilator
- Hans Schultze (Chemiker) (Hans Paul Schultze), deutscher Chemiker
- Hans Schultze (Bibliothekar) (* 1929), deutscher Slawist und Bibliothekar
- Hans Schultze (Leichtathlet) (* 1955), deutscher Leichtathlet
- Hans Schultze-Görlitz (1878–1952), deutscher Maler
- Hans Schultze-Heiwik (auch Hans Heiwik; 1916–nach 1974), deutscher Schriftsteller, Redakteur und Lyriker
- Hans Schultze-Jena (Beamter) (1874–1914), deutscher Jurist und Beamter, siehe Kampf um Naulila #Hintergrund und Verlauf
- Hans Schultze-Jena (Psychologe) (* 1954), deutscher Psychologe und Psychotherapeut
- Hans Schultze-Ritter (Hans Theodor Schultze-Ritter; 1890–1968), deutscher Kapellmeister und Hochschullehrer
- Hans Alfred Schultze (1932–1991), deutscher Ingenieur und Hochschullehrer
- Hans Jürgen Schultze (* 1939), deutscher Grafiker und Grafikdesigner
- Hans-Peter Schultze (* 1937), deutscher Paläontologe
- Harald Schultze (* 1934), deutscher Theologe
- Heinrich Schultze (1816–1901), deutscher Beamter und Politiker, Abgeordneter der Frankfurter Nationalversammlung
- Heinz Schultze (SS-Mitglied) (1911–1941), deutscher Parteifunktionär (NSDAP) und SS-Hauptsturmführer
- Heinz Schultze (Sänger) (1917–1989), deutscher Schlagersänger
- Helena Siegmund-Schultze (* 1997), deutsche Schauspielerin
- Helene Schultze (1868–nach 1920), deutsche Pianistin und Musikpädagogin
- Hellmut Schultze (1905–1991), deutscher Generalmajor
- Helmut Schultze (Sportfunktionär) (* 1936), deutscher Hockey- und Tennisfunktionär
- Helmut Schultze-Mosgau (* 1933), deutscher Gynäkologe und Hochschullehrer
- Herbert Schultze (Marineoffizier) (1909–1987), deutscher Marineoffizier
- Herbert Schultze (Theologe) (1928–2009), deutscher Theologe und Hochschullehrer
- Herbert Schultze (Rennfahrer) (1931–1970), deutscher Automobilrennfahrer
- Hermann Schultze (Buchhändler) (1808–1857), deutscher Buchhändler
- Hermann Schultze (Chemiker) (1899–1985), deutscher Chemiker
- Hermann Schultze (Dramatiker) (1905–1985), deutscher Dramatiker und Hochschulleiter
- Hermann Schultze-von Lasaulx (1901–1999), deutscher Jurist und Hochschullehrer
- Hermann Sigmund Schultze (1872–1959), deutscher Chemiker
- Hieronymus Schultze (1534–1591), deutscher Jurist
- Holger Schultze (* 1961), deutscher Theaterregisseur
- Horst Schultze (* 1939), deutscher Hotelier
- Hugo Schultze (Chemiker) (1838–1919), deutscher Chemiker
- Hugo Schultze (Sänger) (vor 1871–1913), deutscher Sänger und Gesangspädagoge

### J
- Jeanette Schultze (1931–1972), deutsche Schauspielerin
- Joachim Schultze (Mediziner) (* 1965), deutscher Immunologe und Krebsforscher
- Joachim Schultze (Archäologe) (* 1972), deutscher Archäologe
- Joachim-Fritz Schultze-Bansen (1926–2005), deutscher Bildhauer
- Joachim Heinrich Schultze (1903–1977), deutscher Geograph
- Joachim W. Schultze (Joachim Walter Schultze; 1937–2005), deutscher Chemiker und Hochschullehrer für Physikalische Chemie
- Johann Schultze (Bürgermeister) (1621–1697), deutscher Jurist und Politiker
- Johann Christoph Schultze (1733–1813), deutscher Kapellmeister und Komponist
- Johann Dominikus Schultze (1751–1790), deutscher Mediziner
- Johann Parum Schultze (1677–1740), deutscher Schultheiß und Chronist
- Johanna Schultze-Wege (geb. Wege; 1844–1918), deutsche Schriftstellerin, Übersetzerin, Botanikerin, Mykologin und Pilzmalerin
- Johannes Schultze (Pädagoge) (auch Johann Schultze; 1643/1647–1709), deutscher Pädagoge und Rektor
- Johannes Schultze (Historiker) (1881–1976), deutscher Historiker
- Julius Schultze (Architekt) (1780–um 1850), deutscher Architekt
- Julius Schultze (Unternehmer) (1811–1881), deutscher Unternehmer
- Julius Wilhelm Schultze (1805–1874), deutscher Kaufmann
- Jürgen Schultze-Motel (* 1930), deutscher Botaniker
- Jürn Jakob Schultze-Berndt (* 1966), deutscher Politiker (CDU)

### K
- Karl Schultze (Mediziner) (1795–1877), deutscher Physiologe und Hochschullehrer
- Karl Schultze (Pädagoge) (Karl Heinrich Theodor Schultze; 1825–nach 1889), deutscher Lehrer und Schriftsteller
- Karl Schultze (Architekt), deutscher Architekt
- Karl Schultze (Anarchist) (Morax; 1882–1916), deutscher Anarchist
- Karl Schultze (Chemiker) (Karl Maximilian Ludwig Schultze; 1887–nach 1952), deutscher Chemiker
- Karl Schultze (1900–nach 1955), deutscher Ingenieur, siehe J. A. Topf & Söhne #Zusammenarbeit mit der SS zur Ausstattung der Konzentrationslager 1940–1945
- Karl Schultze-Jahde (1879–nach 1946), deutscher Philologe und Germanist
- Karl Schultze-Rhonhof (1891–1968), deutscher Generalmajor
- Karl-Egbert Schultze (1905–1970), deutscher Genealoge
- Kaspar Ernst von Schultze (1691–1757), deutscher Generalleutnant der Infanterie
- Käthe Schultze (1888/1889–1951), deutsche Journalistin und Redakteurin
- Katrin Schultze-Berndt (* 1969), deutsche Politikerin (CDU)
- Klaus Schultze (* 1927), deutscher Bildhauer
- Kristian Schultze (1945–2011), deutscher Komponist, Arrangeur, Keyboarder und Musikproduzent
- Kurt Schultze-Jena (1876–1960), deutscher Chirurg, Dozent an der Deutschen Medizinischen Schule in Shanghai
- Kurt W. Schultze (Kurt Walther Schultze; 1907–1992), deutscher Gynäkologe

### L
- Laura Schultze (* 1994), deutsche Handballspielerin
- Lenja Schultze (* 1986), deutsche Schauspielerin
- Leonhard Schultze-Jena (1872–1955), deutscher Zoologe und physischer Anthropologe
- Leopold Schultze (1827–1893), deutscher evangelischer Theologe und Generalsuperintendent
- Ľubica Schultze (* 1975), slowakisch-deutsche Basketballspielerin
- Ludwig Schultze (Paläontologe) (1835–1913), deutscher Paläontologe und Sammler
- Ludwig Schultze (Verwaltungsjurist) (1900–1962), deutscher Verwaltungsjurist und Landrat
- Ludwig Schultze-Strelitz (1855–1901), deutscher Musik- und Gesangspädagoge, Publizist und Herausgeber

### M
- Manfred Schultze-Plotzius (1883–1970), deutscher Verwaltungsbeamter und Wirtschaftsmanager
- Margarethe Käti Schultze (1921–1944), Opfer der NS-Euthanasie, siehe Liste der Stolpersteine in Hamburg-Bergedorf
- Markus Schultze (* 1971), deutscher Fernsehmoderator
- Markus Schultze-Kraft (* 1967), deutsch-salvadorianischer Politikwissenschaftler und Hochschullehrer
- Martin Schultze (1835–1899), deutscher Pädagoge und Sprachforscher
- Martin Schultze (Hockeytrainer) (* 1971), deutscher Hockeytrainer
- Max Schultze (Mediziner) (1825–1874), deutscher Anatom und Zoologe
- Max Schultze (Konteradmiral) (1845–1910), deutscher Konteradmiral
- Max Schultze (Künstler) (1845–1926), deutscher Künstler, Architekt und Naturschützer
- Maximilian Schultze-Bertallo (1866–nach 1940), deutscher Maler
- Mirko Schultze (* 1974), deutscher Politiker (Die Linke)

### N
- Norbert Schultze (1911–2002), deutscher Komponist und Dirigent
- Norbert Schultze junior (1942–2020), deutscher Regisseur

### O
- Oskar Schultze (1859–1920), deutscher Anatom und Hochschullehrer
- Otto Schultze (Gärtner) (1869–nach 1924), deutscher Gärtner und Garteninspektor in Hannover
- Otto Schultze (1884–1966), deutscher Admiral
- Otto Schultze-Rhonhof (1897–1974), deutscher Verwaltungsjurist

### P
- Paul Schultze (1874–1917), Schweizer Sänger und Schauspieler
- Paul Schultze-Naumburg (1869–1949), deutscher Architekt und Kunsttheoretiker
- Peter Schultze (Journalist) (1922–2009), deutscher Journalist
- Peter Schultze-Kraft (* 1937), deutscher Schriftsteller und Übersetzer

### R
- Rainer Schultze-Kraft (1941–2024), deutscher Agrarwissenschaftler und Hochschullehrer
- Rainer-Olaf Schultze (* 1945), deutscher Politikwissenschaftler
- Reinhard Siegmund-Schultze (* 1953), deutscher Mathematikhistoriker
- Reinhold Schultze (1929–2001), deutscher Chirurg und Präsident der Deutschen Gesellschaft für Katastrophenmedizin
- Richard Schultze (1855–1923), deutscher Architekt
- Richard Sigmund Schultze (1831–1916), deutscher Politiker, Bürgermeister von Greifswald
- Robert Schultze (1828–1910), deutscher Maler
- Rudolf Schultze (Pädagoge) (1828–1871), deutscher Pädagoge
- Rudolf Schultze (Architekt) (1854–1935), deutscher Architekt und Baubeamter
- Rudolph Friedrich Schultze (1738–1791), deutscher Theologe

### S
- Samuel Schultze (auch Schulde Scultetus, Schulcetus; 1635–1699), deutscher Theologe
- Samuel Schultze (Architekt) (* 1958), Schweizer Architekt
- Siegmar von Schultze-Galléra (1865–1945), deutscher Schriftsteller und Heimatforscher
- Silvio Schultze (* 1976), deutscher Volleyballspieler
- Stefan Schultze  (* 1979), deutscher Jazzmusiker
- Sven Schultze (* 1978), deutscher Basketballspieler

### T
- Theodor Schultze (Jurist) (1824–1898), deutscher Jurist und Übersetzer
- Theodor Schultze-Jasmer (1888–1975), deutscher Maler, Grafiker und Fotograf
- Thomas Schultze (Diplomat) (* 1963), deutscher Diplomat, Botschafter in Kroatien
- Thomas Schultze-Westrum (1937–2022), deutscher Zoologe, Ethnologe, Verhaltensforscher und Tierfilmer
- Tony Schultze (1880–1954), niederländischer Violinist und Geigenlehrer

### U
- Ursula Schultze-Bluhm (1921–1999), deutsche Malerin
- Ursula Stahl-Schultze (1906–2001), deutsche Malerin, Kunsterzieherin und Werklehrerin

### V
- Victor Schultze (1851–1937), deutscher Archäologe und Kirchenhistoriker

### W
- Waldemar Schultze (um 1835–1877), deutscher Verwaltungsbeamter
- Walter Schultze (Mediziner) (1894–1979), deutscher Mediziner und Politiker (NSDAP), Reichsdozentenführer
- Walter Schultze (Erziehungswissenschaftler) (1903–1984), deutscher Erziehungswissenschaftler
- Walter Schultze (Unternehmer) (1907–1976), deutscher Unternehmer
- Walter Schultze-Klosterfelde (1851–1920), deutscher Generalleutnant
- Walter Hans Schultze (1880–1964), deutscher Mediziner und Hochschullehrer
- Walter Hans Gustav Schultze (1886–1962), deutscher Metallurg und Hochschullehrer
- Walther Schultze (Historiker) (1862–1939), deutscher Historiker und Bibliothekar
- Walther Schultze (Mediziner) (1893–1970), deutscher Dermatologe
- Walther Siegmund-Schultze (1916–1993), deutscher Musikwissenschaftler
- Werner Schultze (Historiker) (1909–2001), deutscher Historiker und Bibliograph
- Werner Schultze von Langsdorff (1899–1940), deutscher Schriftsteller und Luftfahrtingenieur, siehe Thor Goote
- Wilhelm Schultze (Jurist) (1803–1884), deutscher Politiker, Mitglied der Frankfurter Nationalversammlung
- Wilhelm Schultze (Mediziner) (1840–1924), deutscher Chirurg und Sanitätsoffizier
- Wilhelm Schultze (Politiker) (* 1995), deutscher Kommunalpolitiker und Bürgermeister von Hofheim am Taunus
- Wilhelm Schultze-Rhonhof (1859–1939), deutscher Unternehmer
- Wilhelm Ferdinand Schultze (1814–1880), deutscher Verlagsleiter, siehe Ferdinand Wilhelm Schultze
- Wilhelm Heinrich Schultze (1724–1790), deutscher Geistlicher
- Wolfgang Schultze (Mediziner, 1920) (1920–2000), deutscher Chirurg
- Wolfgang Schultze (Politiker) (* 1936), deutscher Politiker (SPD)
- Wolfgang Schultze (Mediziner, 1943) (1943–2016), deutscher Hämatologe und Onkologe
- Wolfgang Schultze (Architekt) (* 1952), deutscher Architekt und Hochschullehrer
- Wolfgang Schultze (Ökonom) (* 1966), deutscher Ökonom und Hochschullehrer
- Wolfgang Schultze-Seemann (* um 1957), deutscher Urologe, Onkologe und Hochschullehrer
- Wolfram Schultze-Motel (1934–2011), deutscher Botaniker
- Wulf Schultze (* 1945), deutscher Botaniker, Mykologe und Hochschullehrer